# Frederick Lygon (6e comte Beauchamp)
Frederick Lygon (10 novembre 1830 - 19 février 1891) est un homme politique conservateur britannique, titré 6e comte Beauchamp.

## Jeunesse et éducation
Il est le troisième fils d'Henry Lygon (4e comte Beauchamp), et de Susan Caroline, fille de William Eliot (2e comte de St Germans). Il fait ses études au Collège d'Eton, est président de l'Oxford Union Society en 1851 et est diplômé de Christ Church (Oxford) en 1856 avec une maîtrise.

## Carrière politique
Il est député de Tewkesbury de 1857 à 1863 et de West Worcestershire de 1863 à 1866. En 1859, il est nommé lord civil de l'Amirauté. Le 4 mars 1866, il hérite du comté de Beauchamp à la mort de son frère sans enfant. Il sert sous Benjamin Disraeli comme Lord-intendant entre 1874 et 1880 et sous Lord Salisbury comme Paymaster-General entre 1885 et 1886 et de nouveau entre 1886 et 1887. En 1874, il est admis au Conseil privé. Il est également Lord Lieutenant du Worcestershire entre 1876 et 1891.

## Mécène et philanthrope
En plus de ses fonctions politiques, Frederick Lygon trouve également le temps d'être un grand philanthrope. Il est l'un des fondateurs du Malvern Boys College et plus tard président du conseil du collège. Il est également l'animateur de la construction des hospices et de l'église St Leonards de Newland, consacrée en 1864, conçue par son oncle John Reginald Pindar et son épouse Charlotte. Frederick a également fini la construction de l'église à Madresfield consacrée en 1867 qui est le cadeau de Henry 5e comte Beauchamp qui est mort avant l'achèvement des travaux.

## Famille

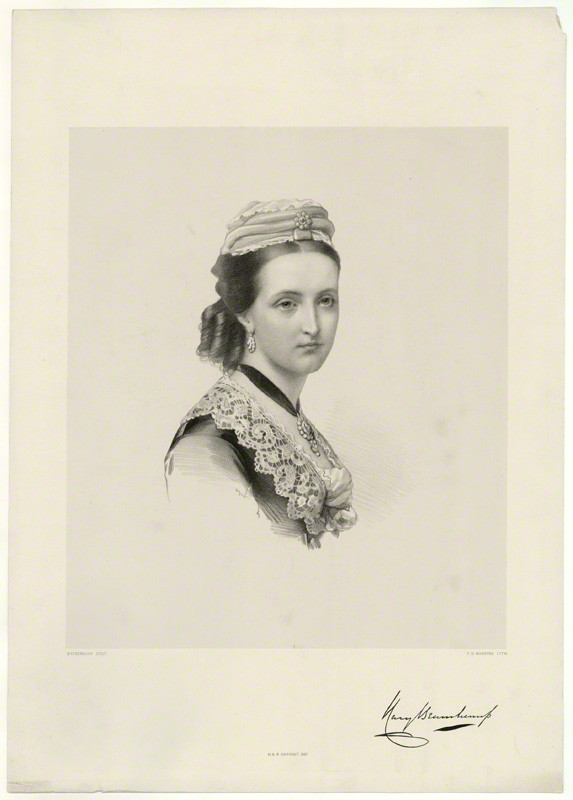
Lady Mary Stanhope

Lord Beauchamp épouse Lady Mary Stanhope (3 février 1844-30 juin 1876), fille de Philip Stanhope (5e comte Stanhope) et de son épouse née Emily Harriet Kerrison, à l'église St George de Hanover Square (Londres), le 18 février 1868. Ils ont cinq enfants:
- Mary Lygon (en) (26 février 1869 - 12 septembre 1927), mariée en 1905 au lieutenant-colonel Henry Hepburn-Stuart-Forbes-Trefusis (fils de Charles Hepburn-Stuart-Forbes-Trefusis (20e baron Clinton)). Mary est une amie proche et correspondante de son frère Lord Beauchamp. Elle est une amie et promotrice du compositeur Edward Elgar et on pense qu'elle est commémorée de manière anonyme dans l'une de ses variations énigmatiques intitulée Romanza (***). Elle est la première secrétaire de la Société de danse et de chanson folklorique anglaise ; Trefusis Hall au siège de l'EFDSS, Cecil Sharp House, porte son nom. Elle est également « Lady in Waiting » (dame d'honneur) de la reine Mary[4].
- Susan Lygon (24 mai 1870-28 janvier 1962), épouse en 1889 Robert Gilmour (1er baronnet).
- William Lygon, vicomte Elmley, plus tard 7e comte Beauchamp (1872-1938)
- Edward Hugh Lygon (1873–1900), tué lors de la seconde guerre des Boers
- Margaret Lygon[5] (1874–1957), épouse Oliver Russell (2e baron Ampthill).

Lady Beauchamp meurt en 1876 et, le 24 septembre 1878, Lord Beauchamp épouse Emily Pierrepont (16 mars 1853-11 mai 1935), fille de Sydney Pierrepont (3e comte Manvers) et son épouse Georgiana Jane de Franquetot, à Perlethorpe dans le Nottinghamshire. Ils ont quatre enfants, deux fils et deux filles:
- Robert Lygon (9 août 1879 - 13 janvier 1952); né le 10 octobre 1903 à Cecil Albinia Arbuthnot; ils ont un fils, Reginald (mort en 1976, âgé de 72 ans, peu de temps avant son demi-cousin le 8e comte ; il n'a que des filles).
- Henry Lygon (10 avril 1884-23 février 1936) mort célibataire à 51 ans.
- Agnes Lygon (7 décembre 1880 - 1960); mariée en 1906 à Arthur George Villiers Peel (27 février 1868 - 25 avril 1956).
- Maud Lygon, plus tard Lady Maud Hoare, et plus tard encore (1944) vicomtesse Templewood (5 juillet 1882 - 27 décembre 1962) épouse en 1909 Samuel Hoare, 1er vicomte Templewood (1880–1959). Elle est créée Dame Commandeur de l'Ordre de l'Empire britannique en 1927.

Lord Beauchamp meurt le 19 février 1891 âgé de 60 ans, à son domicile, Madresfield Court, d'une crise cardiaque qu'il avait subie au dîner ce soir-là. Son fils aîné de dix-huit ans, William, lui succède dans le comté. Il est enterré au cimetière de St Mary the Virgin à Madresfield près du coin sud-est de l'église aux côtés de sa première épouse Mary ; sa deuxième épouse Emily a été plus tard enterrée de son autre côté.